# Die Rache des weißen Indianers
Die Rache des weißen Indianers ist ein Westerndrama von Enzo Castellari aus dem Jahr 1993. Titelfigur und Story sind an Castellaris Italowestern Keoma – Das Lied des Todes (1976) angelehnt. Damit wiederum schlägt der Film einen weiten Bogen zum Genreklassiker Django. In allen drei Western spielt Franco Nero den Protagonisten.

## Handlung
Die Familie des jungen Jonathan Kowalski wird von einer Verbrecherbande ermordet. Jonathan entgeht dem Blutbad, indem er sich in einer Bärenhöhle versteckt. Dort trifft er auf einen jungen Bären, der ebenfalls Waise ist. Gemeinsam mit ihm wächst Jonathan auf, bis er von einem Indianerstamm aufgenommen und vom Häuptling wie ein Sohn erzogen wird. Obwohl er sich im Stamm behaupten und die Liebe der schönen Indianerin Shaya gewinnen kann, quält ihn zunehmend das ungesühnte Verbrechen an seiner Familie. Als der reiche Ölmagnat Fred Goodwin den Indianerstamm von seinem Land vertreiben will, nimmt Jonathan einen hoffnungslosen Kampf gegen Goodwins bewaffnete Meute auf. Er wird gefangen genommen und auf einem Kirchturm gekreuzigt.

## Wissenswertes
Der Film lief in Deutschland nicht im Kino und wurde 1999 erstmals im Fernsehen ausgestrahlt.

## Kritiken
- Cinema befand, das Werk sei ein „desillusionierendes, actionreiches Rachedrama mit Ökotouch. Clever inszeniert, düsterer Look“[1]